# Виолински трио
Виолински трио (енгл. Fiddlers Three) је мистерија британске књижевнице Агате Кристи (енгл. Agatha Christie) објављена 1953. године.

## Историјат
Првобитно је објављена 1953. године, а новије издање у издаваштву Samuel French 5. децембра 2019.
По књизи је направљена представа Fiddlers Five представљена публици 1971. године у Бристолу. Истоимена представа у два чина, ревидирана верзија, је премијерно приказана у позоришту у Гилфорду 1. августа 1972. пре него што је кренула на турнеју по провинцијама. Агата Кристи је заједно са супругом присуствовала отварању и упознала глумачку екипу.

## О књизи
Покушавајући да се докопа више од малог наследства, група младих људи скрива тело мртвог тајкуна убрзо откривајући да је тело заправо жртва убиства. Комедија о бизнису и финансијама са скривеном струјом криминалних активности, склоп хумора, замршене завере и збуњујућег убиства.